# Deutsche Fußballmeisterschaft 1910/11
Die neunte Deutsche Fußballmeisterschaft wurde vom 7. Mai bis zum 4. Juni 1911 ausgetragen. Seine zweite Meisterschaft sicherte sich Viktoria 89 Berlin im Finale in Dresden mit einem 3:1 gegen den VfB Leipzig und schloss somit zum bisherigen alleinigen „Rekordmeister“ aus Leipzig auf.
Der Deutsche Fußball-Bund wurde von den Veranstaltern der Internationalen Hygiene-Ausstellung nach Dresden eingeladen, um das Endspiel um die Deutsche Meisterschaft auf dessen Ausstellungsgelände auszutragen. Von Berlin aus wurden mehrere Sonderzüge eingesetzt.

## Teilnehmer
Acht Mannschaften nahmen an der Endrunde teil und die Region Berlin-Brandenburg schickte wie in den beiden Vorjahren wieder zwei Vertreter ins Rennen. Während der Meister vom Verband Berliner Ballspielvereine automatisch für die Endrunde qualifiziert war, musste der Meister des Märkischen Fußball-Bundes ein Qualifikationsspiel gegen den Meister des Verbandes Berliner Athletik-Vereine austragen. Der FC Tasmania Rixdorf (MFB) gewann dieses Spiel gegen den Berliner Sport-Club (VBAV) mit 4:2 und qualifizierte sich somit für die deutsche Fußballmeisterschaft 1910/11.
| Verein                    | Qualifiziert als                                                        |
| SC Lituania Tilsit        | Meister des Baltischen Rasensport-Verbandes                             |
| FC Askania Forst          | Meister des Südostdeutschen Fußball-Verbandes                           |
| Berliner TuFC Viktoria 89 | Meister des Verbandes Berliner Ballspielvereine                         |
| TuFC Tasmania Rixdorf     | Meister des Märkischen Fußball-Bundes                                   |
| VfB Leipzig               | Meister des Verbandes Mitteldeutscher Ballspiel-Vereine                 |
| FV Holstein Kiel          | Meister des Norddeutschen Fußball-Verbandes                             |
| Duisburger SpV            | Meister des Westdeutschen Spiel-Verbandes                               |
| Karlsruher FV             | Meister des Verbandes Süddeutscher Fußball-Vereine und Titelverteidiger |

## Viertelfinale
| Datum       |                           | Ergebnis       |                       | Stadion                     |
| ----------- | ------------------------- | -------------- | --------------------- | --------------------------- |
| 7. Mai 1911 | Karlsruher FV             | 4:0 (1:0)      | TuFC Tasmania Rixdorf | Fürth, Ronhof               |
| 7. Mai 1911 | FC Askania Forst          | 2:3 (1:1)      | VfB Leipzig           | Cottbus, Alemannia-Platz    |
| 7. Mai 1911 | FV Holstein Kiel          | 3:1 (1:1)      | Duisburger SpV        | Bremen, Platz des Bremer SC |
| 7. Mai 1911 | Berliner TuFC Viktoria 89 | 1ausgefallen 1 | SC Lituania Tilsit    | geplanter Ort: Berlin       |

Zur Halbzeit führte der Titelverteidiger mit 1:0 durch ein Tor von Fritz Förderer nach 17 Minuten. Rixdorf konnte das Spiel bis zur 70. Minute ausgeglichen halten, bekam aber in den letzten 20 Minuten noch drei Gegentreffer der Karlsruher durch weitere zwei Tore von Fritz Förderer und einmal von Gottfried Fuchs.
In der 22. Minute ging Leipzig durch ein Tor von Hans Dolge in Führung, noch vor der Pause erzielte der Forster Emil Schulz den Ausgleich. Erst in der 82. und 83. Minute gelang den Leipzigern durch einen Doppelschlag von Emil Feiler die Führung. Forst verkürzte zwei Minuten später durch Richard Koßwig auf 2:3.
Nach 45 Minuten stand es 1:1 durch Tore des Kielers Ernst Möller und des Duisburgers Heinrich Fischer. In der 71. Minute ging Kiel wieder durch Ernst Möller in Führung und baute diese in der 89. Minute zum 3:1 durch den Dänen Sophus Nielsen noch aus.

## Halbfinale
| Datum        |                  | Ergebnis  |                           | Stadion                           |
| ------------ | ---------------- | --------- | ------------------------- | --------------------------------- |
| 21. Mai 1911 | Karlsruher FV    | 0:2 (0:1) | VfB Leipzig               | Frankfurt am Main, Victoria-Platz |
| 21. Mai 1911 | FV Holstein Kiel | 0:4 (0:2) | Berliner TuFC Viktoria 89 | Hamburg, Sportplatz Hoheluft      |

Zur Halbzeit führte Leipzig durch ein Tor von Heinrich Riso in der 39. Minute mit 1:0. In der 69. Minute erhöhte Emil Feiler gar auf 2:0. Bester Spieler auf dem Platz war Camillo Ugi, der sowohl in der Defensive als auch in der Offensive eine sehr gute Leistung bot. Den Karlsruhern fehlte ihr Mittelläufer Max Breunig.
Die Berliner setzten sich klar gegen Kiel durch. In der ersten Halbzeit schossen Paul Kugler und Willi Worpitzky die Tore zum 2:0, in der zweiten Hälfte Robert Krüger und Willi Worpitzky zum 4:0. Dem Berliner Paul Hunder war es gelungen, die Kreise von Sophus Nielsen entscheidend einzuengen.

## Finale
| Berliner TuFC Viktoria 89 | Berliner TuFC Viktoria 89 | VfB Leipzig | VfB Leipzig |
| --- | --- | --- | ----------- |
| Berliner TuFC Viktoria 89 | \| Sonntag, 4. Juni 1911 in Dresden (Sportplatz an der Hygieneausstellung) \| \| Ergebnis: 3:1 (1:0) \| \| Zuschauer: 12.000 \| \| Schiedsrichter: Paul Schröder (München-Gladbach) 00000Spielbericht Beide Vereine waren jeweils zum vierten Mal für das Endspiel qualifiziert. Willi Worpitzky traf kurz vor der Halbzeitpause zum 1:0 für die Viktoria. Nach 52 Minuten erhöhte Paul Kugler auf 2:0. Leipzig konnte erst nach 82 Minuten durch ihren Kapitän Heinrich Riso auf 2:1 verkürzen, der erhoffte Ausgleich gelang aber nicht mehr. Berlin erzielte wieder durch Willi Worpitzky in der 88. Minute den 3:1 Endstand. Entscheidend für den Sieg war die Durchschlagskraft des Berliner Innentrios. Für Viktoria Berlin war es nach 1908 die zweite Deutsche Meisterschaft. \| | \| Sonntag, 4. Juni 1911 in Dresden (Sportplatz an der Hygieneausstellung) \| \| Ergebnis: 3:1 (1:0) \| \| Zuschauer: 12.000 \| \| Schiedsrichter: Paul Schröder (München-Gladbach) 00000Spielbericht Beide Vereine waren jeweils zum vierten Mal für das Endspiel qualifiziert. Willi Worpitzky traf kurz vor der Halbzeitpause zum 1:0 für die Viktoria. Nach 52 Minuten erhöhte Paul Kugler auf 2:0. Leipzig konnte erst nach 82 Minuten durch ihren Kapitän Heinrich Riso auf 2:1 verkürzen, der erhoffte Ausgleich gelang aber nicht mehr. Berlin erzielte wieder durch Willi Worpitzky in der 88. Minute den 3:1 Endstand. Entscheidend für den Sieg war die Durchschlagskraft des Berliner Innentrios. Für Viktoria Berlin war es nach 1908 die zweite Deutsche Meisterschaft. \| | VfB Leipzig |
| Berliner TuFC Viktoria 89 | Reinhold Welkisch – Helmut Röpnack, Paul Fischer – Albert Graßmann, Willi Knesebeck, Paul Hunder – Otto Dumke, Robert Krüger, Willi Worpitzky, Paul Kugler, Hermann Gasse | Johannes Schneider – Willy Völker, Curt Hesse – Curt Fischer, Camillo Ugi, Lothar Rubin – Karl Uhle, Heinrich Riso , Hans Dolge, Emil Feiler, Adelbert Friedrich | VfB Leipzig |
| Berliner TuFC Viktoria 89 | 1:0 Worpitzky (42.) 2:0 Kugler (52.) 3:1 Worpitzky (88.) | 2:1 Riso (82.) | VfB Leipzig |
| Sonntag, 4. Juni 1911 in Dresden (Sportplatz an der Hygieneausstellung) | | |             |
| Ergebnis: 3:1 (1:0) | | |             |
| Zuschauer: 12.000 | | |             |
| Schiedsrichter: Paul Schröder (München-Gladbach) 00000Spielbericht Beide Vereine waren jeweils zum vierten Mal für das Endspiel qualifiziert. Willi Worpitzky traf kurz vor der Halbzeitpause zum 1:0 für die Viktoria. Nach 52 Minuten erhöhte Paul Kugler auf 2:0. Leipzig konnte erst nach 82 Minuten durch ihren Kapitän Heinrich Riso auf 2:1 verkürzen, der erhoffte Ausgleich gelang aber nicht mehr. Berlin erzielte wieder durch Willi Worpitzky in der 88. Minute den 3:1 Endstand. Entscheidend für den Sieg war die Durchschlagskraft des Berliner Innentrios. Für Viktoria Berlin war es nach 1908 die zweite Deutsche Meisterschaft. | | |             |

## Die Meistermannschaft des Berliner TuFC Viktoria 1889
Nachfolgend ist die Meistermannschaft mit Einsätzen und Toren der Spieler angegeben.
| Berliner TuFC Viktoria 1889 | |
|                             | - Tor: Reinhold Welkisch (2/-) - Abwehr: Paul Fischer (1/-), Willi Hahn (1/-), Helmut Röpnack (2/-) - Mittelfeld: Albert Graßmann (2/-), Paul Hunder (2/-), Willi Knesebeck (2/-) - Sturm: Otto Dumke (2/-), Hermann Gasse (2/-), Robert Krüger (2/1), Paul Kugler (2/2), Willi Worpitzky (2/4) - Trainer: – |

## Torschützenliste
| Spieler | Spieler          | Verein                    | Spiele | Tore |
| ------- | ---------------- | ------------------------- | ------ | ---- |
| 1.      | Willi Worpitzky  | Berliner TuFC Viktoria 89 | 2      | 4    |
| 2.      | Fritz Förderer   | Karlsruher FV             | 2      | 3    |
| 3.      | Emil Feiler      | VfB Leipzig               | 3      | 3    |
| 4.      | Paul Kugler      | Berliner TuFC Viktoria 89 | 2      | 2    |
| 4.      | Ernst Möller     | FV Holstein Kiel          | 2      | 2    |
| 4.      | Heinrich Riso    | VfB Leipzig               | 2      | 2    |
| 7.      | Heinrich Fischer | Duisburger SpV            | 1      | 1    |
| 7.      | Richard Koßwig   | FC Askania Forst          | 1      | 1    |
| 7.      | Emil Schulz      | FC Askania Forst          | 1      | 1    |
| 10.     | Gottfried Fuchs  | Karlsruher FV             | 2      | 1    |
| 10.     | Robert Krüger    | Berliner TuFC Viktoria 89 | 2      | 1    |
| 10.     | Sophus Nielsen   | FV Holstein Kiel          | 2      | 1    |
| 13.     | Hans Dolge       | VfB Leipzig               | 3      | 1    |